# Kenneth Cobonpue
Kenneth Cobonpue (Cebu City, 16 december 1968) is een Filipijnse meubelontwerper die vooral bekendstaat om zijn unieke stijl, gebruikmakend van natuurlijke vormen, met materialen als rotan, buri, bamboe en abaca. Cobonpue ontwierp meubels voor filmsets, dure hotels en vakantieoorden, en Hollywoodsterren zoals acteur Brad Pitt.

## Biografie
Cobonpue werd geboren in 1968 in de Filipijnse stad Cebu. Zijn creatieve talent kreeg hij mee van zijn moeder Betty, een lokaal bekende ontwerpster. Eind jaren tachtig studeerde hij industrieel ontwerpen aan het Pratt Institute in New York en deed daarna meer ervaring op bij leerateliers in Duitsland en Italië. In 1994 vertrok hij naar de Verenigde Staten om werk te vinden bij een van de grote ontwerpstudio's. 
In 1996 zag hij zich door gebrek aan werk gedwongen terug te keren naar de Filipijnen. Daar nam hij de leiding van de meubelfabriek van zijn moeder over. Hij experimenteerde er me verschillende ontwerpen met rotan als basismateriaal. Langzamerhand vervingen zijn handgemaakte moderne ontwerpen de creaties van zijn moeder. De ontwerper verwierf er ook buiten Cebu steeds meer bekendheid mee. Zijn grote doorbraak was de collectie onder de naam Yin en Yang. De bedden en stoelen van deze collectie waren gemaakt van rotan strippen op frames van staal en vlechtwerk met ronde en vierkante vormen, waarbij vorm en functie werden gecombineerd. Een andere veel geprezen collectie was de Lolah collectie, waarbij traditionele technieke uit de Filipijnse scheepsbouw werden gebruikt om rotan te buigen voor zeer flexibele en sensuele vormen. 
Voor zijn werk ontving Cobonpue daarna enkele internationale prijzen. Zo won een fauteuil de hoofdprijs op een tentoonstelling in Frankrijk en won hij prijzen op ontwerpwedstrijden van het Hong Kong Design Centre en Singapore International Furniture Design. Verschillende van zijn ontwerpen werden ook uitverkoren voor drie opeenvolgende edities van het toonaangevende International Design Yearbook. Grote internationale bekendheid verwierf hij met zijn Voyage collectie met coconvormige bedden die doen denken aan rieten boten uit de oudheid. Brad Pitt kocht een van de bedden na een bezoek aan een showroom in Los Angeles en daarna werden diverse van zijn ontwerpen gebruikt in films en televisieseries, waaronder Ocean 11, de film remake van Total Recall en CSI. Ook kreeg hij opdrachten voor het opnieuw inrichten van Ninoy Aquino International Airport en Mactan-Cebu International Airport.